# Maria Augusta, Prințesă de Thurn și Taxis
Prințesa Maria Augusta Anna de Thurn și Taxis (11 august 1706 – 1 februarie 1756) a fost regentă de Württemberg. A fost membră a Casei de Thurn și Taxis ca fiică a lui Anselm Franz, Prinț de Thurn și Taxis și a soției lui, Maria Ludovika Anna Franziska, Prințesă Lobkowicz. Prin căsătoria cu Karl Alexander, Duce de Württemberg, ea a devenit Ducesă consort de Württemberg.

## Biografie
Maria Augusta s-a născut la 11 august 1706. A crescut în Țările de Jos austriece și mai târziu s-a mutat la Frankfurt, unde era baza averii și interesele familiei sale. Singurul ei frate a fost Alexander Ferdinand, Prinț de Thurn și Taxis, al cărei fiu Karl Anselm se va căsători cu singura fiică a Mariei Augusta în 1753.

### Căsătorie și copii
Maria Augusta a fost aleasă ca mireasă pentru Karl Alexander, Duce de Württemberg-Winnental (mai târziu Duce de Württemberg) datorită religiei ei romano-catolice. Căsătoria a avut loc la 1 mai 1727 la Frankfurt am Main. Cuplul a avut următorii copii:
- Karl Eugen, Duce de Württemberg (1728–1793), căsătorit cu Elisabeth Fredericka Sophie de Brandenburg-Bayreuth; fără copii.
- Eugen Louis (1729)
- Louis Eugene, Duce de Württemberg (1731–1795), căsătorit cu Sofia Albertine de Beichlingen; au avut copii.
- Frederick al II-lea Eugene, Duce de Württemberg (1732–1797), căsătorit cu Friederike Dorothea de Brandenburg-Schwedt; au avut copii.
- Alexander Eugen (1733–1734)
- Auguste Elisabeth (1734–1787), căsătorită cu Karl Anselm, Prinț de Thurn și Taxis; au avut copii.

Mariajul lor de 10 ani a fost turbulent deși în general erau considerați a fi făcuți unul pentru altul, ambii fiind maeștri ai intrigii și ai diplomației secrete. Adesea el și-a folosit un servitor de încredere pentru a-și spiona soția pentru a se asigura că ea nu va interveni în guvernare ori va critica miniștrii ducelui. După o dispută deosebit de gravă în 1736, soțul ei a avut chiar și promisiunea ei în scris că va sta departe de afacerile guvernamentale.

### Regentă

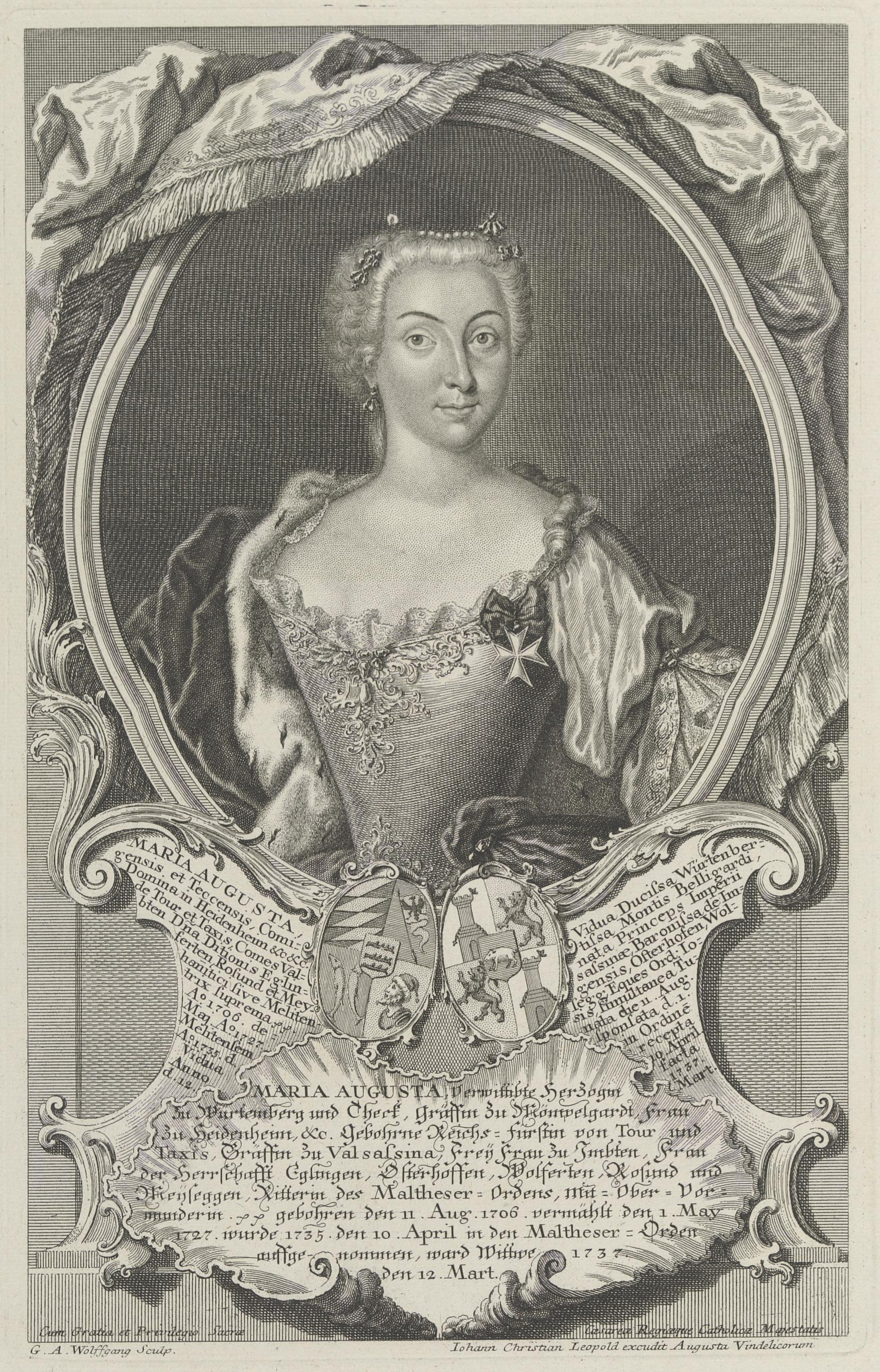
Maria Augusta, Ducesă de Württemberg

Soțul Mariei Augusta a murit brusc la 12 martie 1737 în ajunul plecării sale la un tur de inspecție militară. Acest lucru a însemnat că fiul lor Karl Eugen în vârstă de nouă ani a succedat ca Duce de Württemberg. După ce inițial s-a confruntat cu problemele consiliului de regență în încercarea de a deține puterea pentru fiul ei, în cele din urmă ea a avut succes la 5 noiembrie 1737. I s-a acordat un venit mare și a fost recunoscută în calitate de co-regentă și cu control asupra educației fiului ei.
Din 1739 până anul următor ea a avut o relație cu un căpitan de armată. Zvonurile legate de o posibilă sarcină au devenit atât de răspândite încât Consiliul privat a început o anchetă; căpitanul a fost demis iar ea a fost forțată să stea la Bruxelles timp de cinci luni (începând din aprilie 1740). Exilul a îndepărtat-o de puterea directă, mai ales atunci când au fost luate decizii politice cruciale și când a început educația fiului ei. De exemplu, ea a fost în imposibilitatea de a preveni o alianță dezastruoasă cu Prusia, care ar lăsa Württemberg expus la izbucnirea războiului de succesiune austriac.
Influența Mariei Augusta a scăzut pe măsură ce fiul ei a devenit din ce în ce mai independent. Ea a murit la 1 februarie 1756 la Göppingen, Württemberg, la vârsta de 49 de ani.
Începând cu anul 1744 Maria Augusta a atins din nou o poziție de influență considerabilă. Ea a aranjat cariere militare pentru cei doi fii ai ei mai mari, permițându-le să perceapă comisioane în armata prusacă. În 1748, ea l-a încurajat pe fiul ei cel mare, Ducele Karl Eugen, să se căsătorească cu o Hohenzollern, Elisabeth Fredericka Sophie de Brandenburg-Bayreuth, o nepoată a lui Frederic cel Mare. Catolică fiind ea și-a pregătit fiul cel mic Frederick Eugen pentru o viață în sânul Bisericii. Visul ei pentru el pentru o viață dedicată religiei s-a sfârșit în 1753 când el s-a logodit cu o altă nepoată a lui Frederic cel Mare, Friederike Dorothea de Brandenburg-Schwedt; de asemenea, el a devenit unul dintre cei mai importanți comandanți de cavalerie al lui Frederic.